# Obenheim
Obenheim is een gemeente in het Franse departement Bas-Rhin (regio Grand Est). De plaats maakt deel uit van het arrondissement Sélestat-Erstein. Obenheim telde op 1 januari 2022 1.381 inwoners.

## Geografie
De oppervlakte van Obenheim bedroeg op 1 januari 2022 7,99 vierkante kilometer; de bevolkingsdichtheid was toen 172,8 inwoners per km².

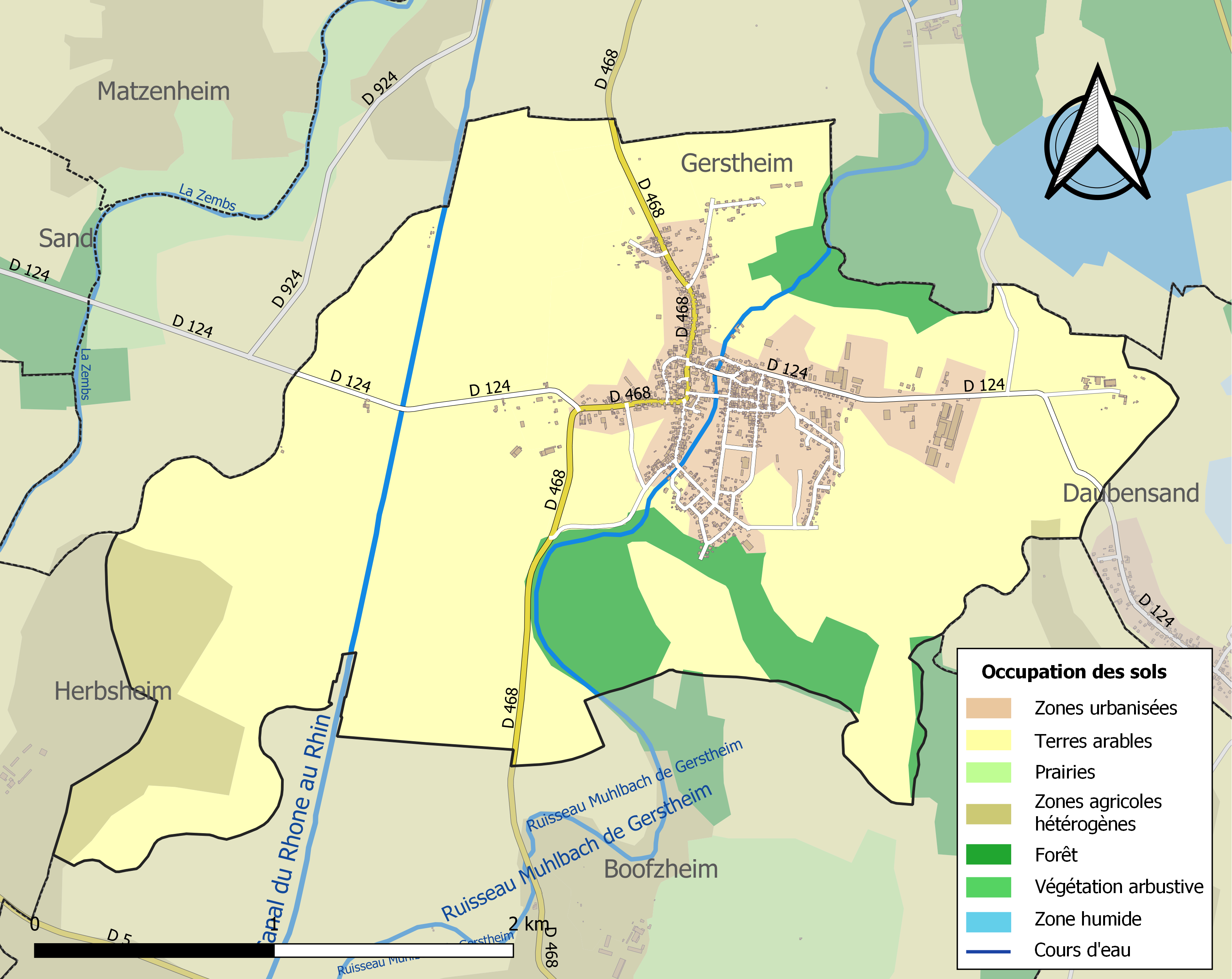
Kaart van de gemeente met de belangrijkste infrastructuur, bodemgebruik en omliggende gemeenten

## Demografie
Onderstaande figuur toont het verloop van het inwonertal (bron: INSEE-tellingen).